# 六坝镇 (永昌县)
六坝乡，是中华人民共和国甘肃省金昌市永昌县下辖的一个乡镇级行政单位。

## 行政区划
六坝乡下辖以下地区：
玉宝村、五坝村、上六坝村、七坝村、六坝村、星海村、下七坝村、南庄村、八坝村、下排村、九坝村和团庄村。